# Sông Selenga
Sông Selenga (tiếng Nga: Селенга) hay sông Selenge (tiếng Mông Cổ: Сэлэнгэ гол, Сэлэнгэ мөрөн, tiếng Buryat Nga: Сэлэнгэ гол) là một con sông chảy qua Mông Cổ và Nga. Các sông đầu nguồn của nó là Ideriin gol (sơ cấp) và Delgermoron (thứ cấp). Nó chảy vào hồ Baikal, tạo thành vùng đồng bằng châu thổ có diện tích khoảng 680 km². Sông Selenge có chiều dài 992 km, trong đó khoảng 409 km chảy trong lãnh thổ Nga. 

## Đặc điểm
Sông Selenge nói chung là một con sông đồng bằng; đối với nó đặc trưng là sự xen kẽ của các chỗ với thung lũng hẹp (tới 1–2 km) và các chỗ mở rộng dạng trũng (tới 20–25 km), tại đó nó thường chia ra thành các sông nhánh. Chế độ thủy văn của nó thường là các trận lũ băng thấp về mùa xuân, nước lớn do mưa về mùa hè và mùa thu và mực nước thấp về mùa đông.
Sông Selenge là thượng nguồn của hệ thống sông Enisei-Angara. Lưu lượng trung bình đo tại Ust-Kyakhta (Buryatia, Nga) là 284 m³/s (10.029 ft³/s), lưu lượng tối đa trong tháng 8 là 601 m³/s (21.224 ft³/s), lưu lượng tối thiểu trong tháng 2 là 23 m³/s (812 ft³/s). Đóng băng từ tháng 11 năm trước tới tháng 4 năm sau. Tại cửa sông là 935 m³/s (33.019 ft³/s).
Vận tải đường thủy có thể thực hiện được tới thành phố Sukhbaatar, thủ phủ tỉnh Selenge của Mông Cổ. Trên hai bờ sông Selenge có các thành phố và thị trấn như Sukhbaatar, Ulan-Ude và Selenginsk (Nga).

## Các chi lưu

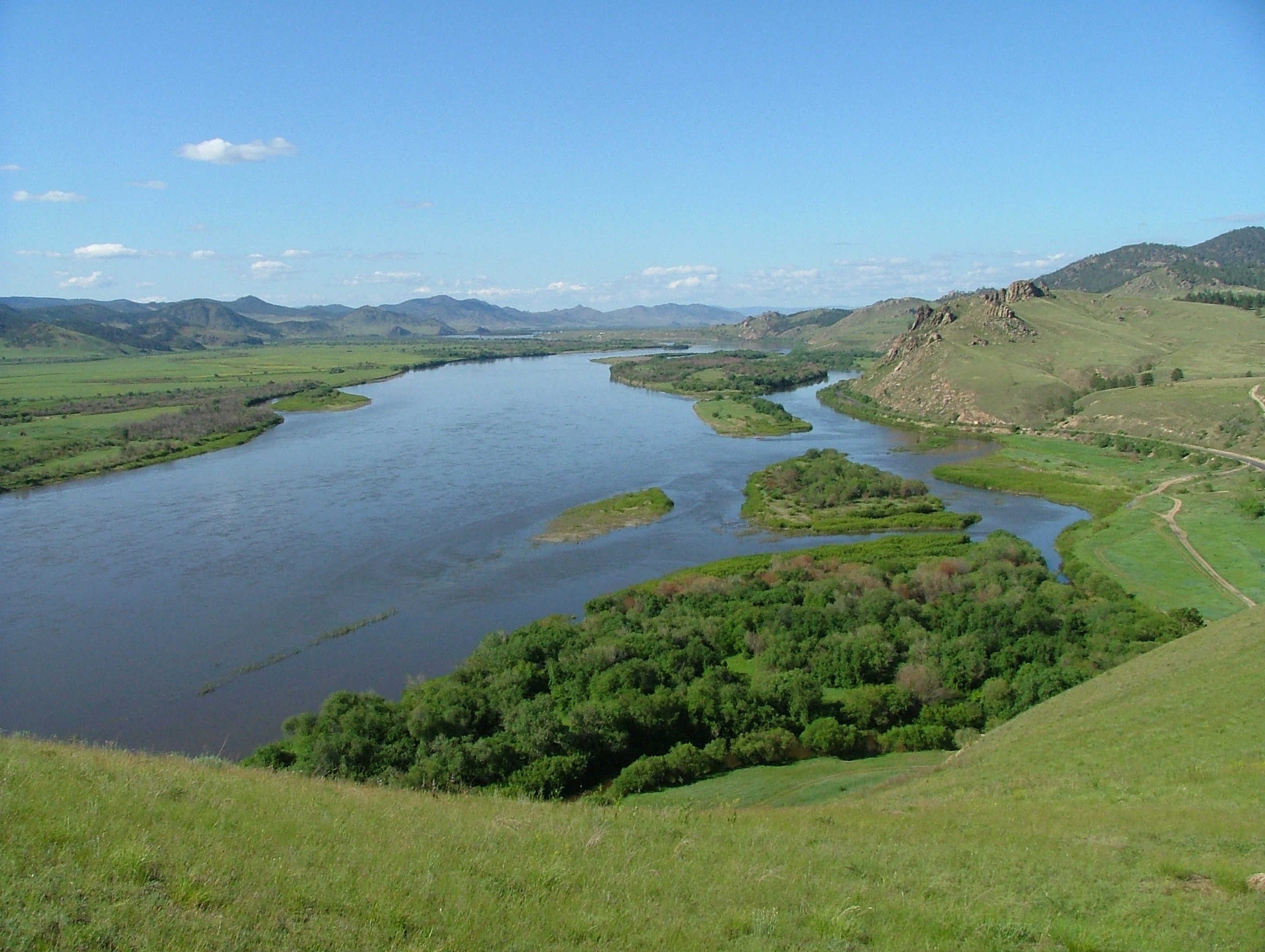
Sông Selenge đoạn chảy qua Nga
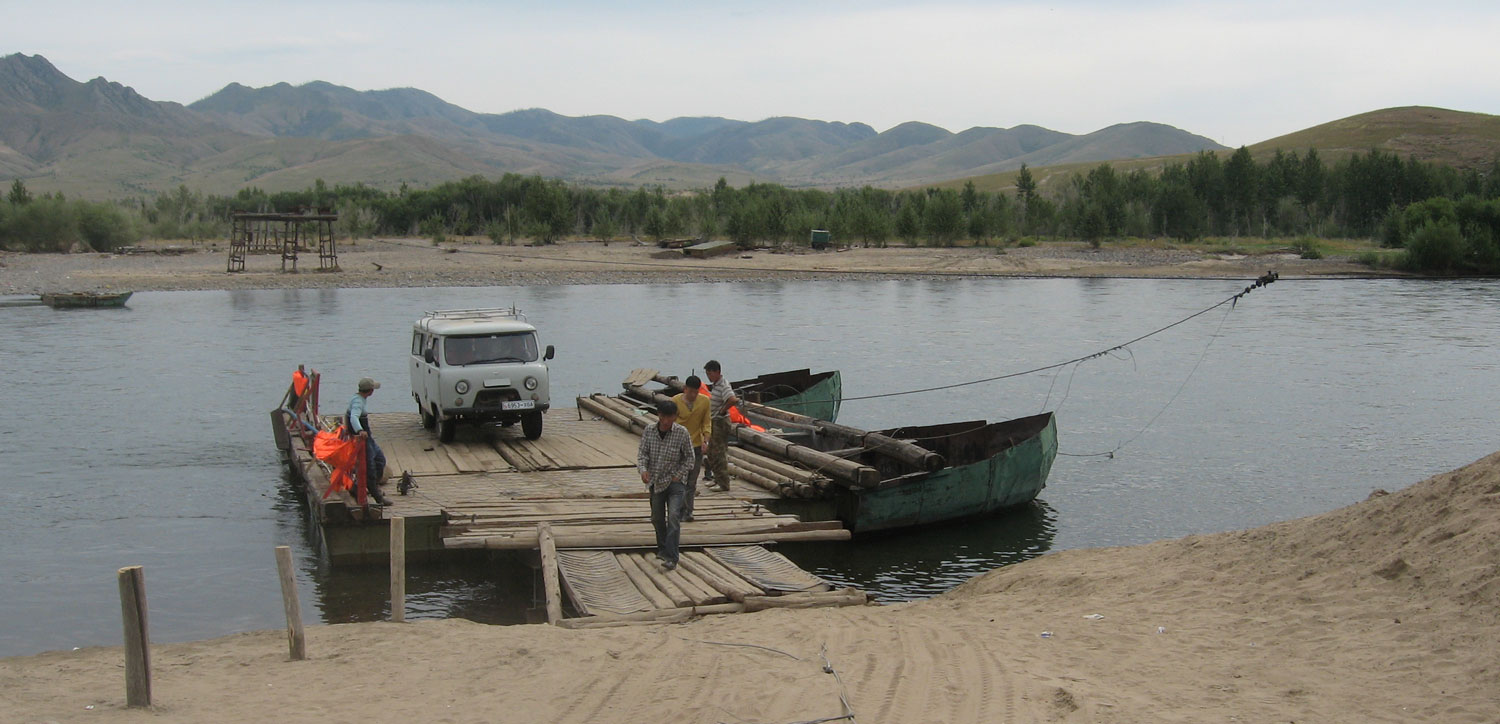
Tại Mông Cổ
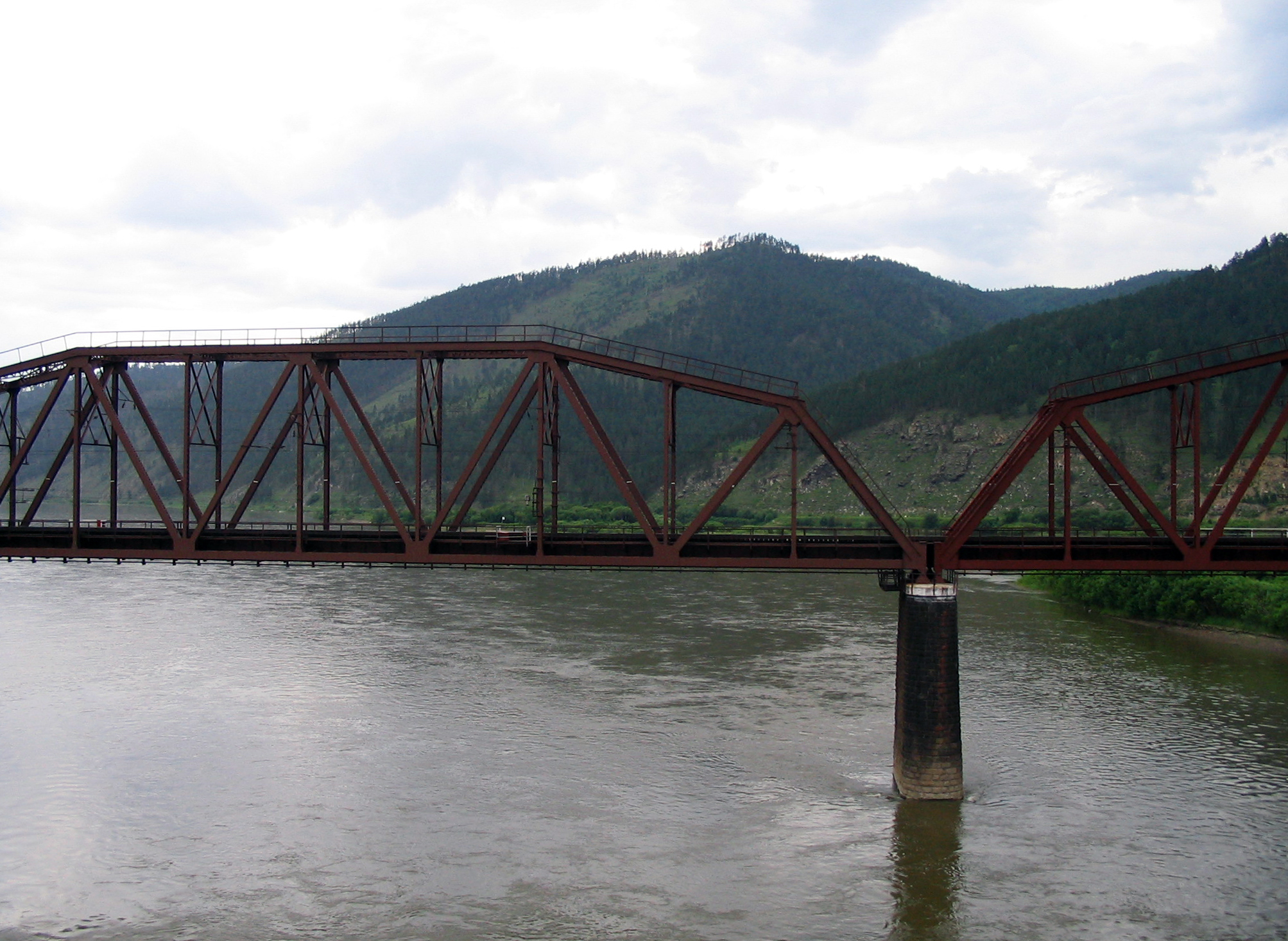
Cầu đường sắt qua sông Selenge (gần Ulan-Ude)
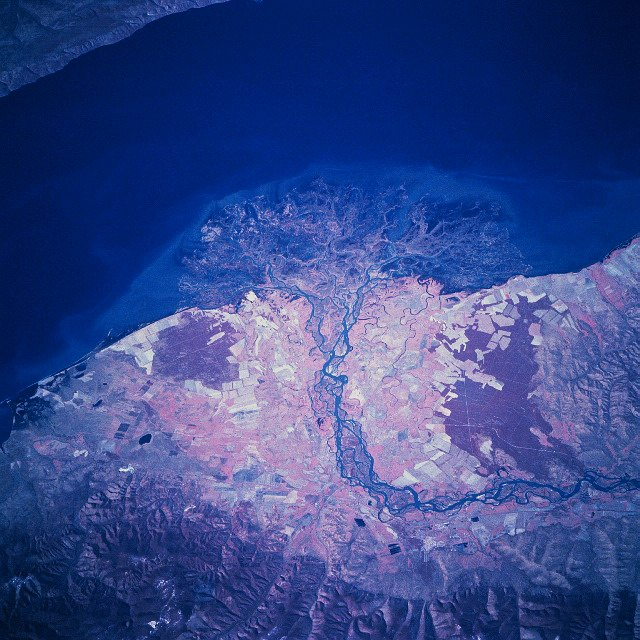
Châu thổ sông Selenge
  - Egiin Gol bên tả ngạn
  - sông Orkhol bên hữu ngạn
- Tại Nga:
  - Sông Dzhida bên tả ngạn
  - Sông Chikoi bên hữu ngạn
  - Sông Khilok bên hữu ngạn
  - Sông Uda bên hữu ngạn